# سوکونه
سوکونه (به لاتین: Sokone) یک منطقهٔ مسکونی در سنگال است که در فوندیوگن واقع شده‌است. سوکونه ۱۴٬۵۰۰ نفر جمعیت دارد.